# Peromyia memoranda
Peromyia memoranda är en tvåvingeart som beskrevs av Jaschhof 2004. Peromyia memoranda ingår i släktet Peromyia och familjen gallmyggor. Inga underarter finns listade i Catalogue of Life.